# Down (Marian Hill)
Down è un singolo del duo musicale elettronico statunitense Marian Hill, pubblicato il 4 marzo 2016 come primo estratto dal loro primo album in studio Act One.

## Successo commerciale
Ha iniziato a ricevere popolarità nel febbraio 2017, quando è stato utilizzato dalla Apple in uno spot promozionale delle AirPods.

## Classifiche
| Classifica (2017) | Posizione massima |
| ----------------- | ----------------- |
| Australia         | 56                |
| Belgio (Fiandre)  | 41                |
| Belgio (Vallonia) | 12                |
| Canada            | 42                |
| Francia           | 14                |
| Germania          | 67                |
| Stati Uniti       | 21                |
| Svizzera          | 59                |

### Classifiche di fine anno
| Classifica (2017) | Posizione |
| ----------------- | --------- |
| Stati Uniti       | 90        |